# William Artaud
William Artaud, né le 24 mars 1763 à Londres et mort en 1823 dans la même ville, est un peintre anglais de portraits et de sujets bibliques. 

## Biographie
William Artaud, né le 24 mars 1763 à Londres, est le fils de Stephen Artaud, un bijoutier huguenot, et de son épouse, Elizabeth. William se retire de l'entreprise familiale pour se consacrer à la peinture. Il reçoit une prime à la Society of Arts en 1776 et expose pour la première fois à la Royal Academy en 1780. Il étudie à la Royal Academy Schools et remporte une médaille d'argent en 1783, la médaille d'or (pour un sujet du Paradis perdu) en 1786, et la bourse d'études voyage neuf ans plus tard.
Il peint des portraits et des sujets bibliques. Parmi ses modèles figurent Francesco Bartolozzi, Samuel Parr (qui fait maintenant partie de la collection du Warwickshire Museum Service) Joseph Priestley, William Herschel et d’autres personnalités de l’époque. Certains de ses sujets bibliques sont gravés pour la Bible de Macklin. L'historien de l'art Georg Kasper Nagler (1801-1866) donne une liste des gravures d'après les peintures d'Artaud dans son Nouveau dictionnaire général des artistes.
Il expose pour la dernière fois à la Royal Academy en 1822. Il meurt en 1823 à Londres.
Samuel Redgrave déclare à son sujet « ses portraits ont été habilement dessinés, et peints avec une grande puissance. Ils ont un caractère individuel, mais veulent s'exprimer. ».

## Œuvres
- Portrait de deux fillettes, huile sur toile, 51 x 41 cm, vers 1790, Musée Cognacq-Jay[7],[9].
- Les enfants déguisés, huile sur toile, 51 x 41 cm, vers 1790, Musée Cognacq-Jay[7],[9].